# 葉月さな
葉月 さな（はづき さな、1984年8月13日 - ）は、日本の女子プロボクサー。本名脇山 さなえ（わきやま さなえ）。福岡県久留米市出身。白銀ジム所属。第7代OPBF東洋太平洋女子ミニマム級王者。現在は福岡市内のジャストフィットネス&ボクシングジムのインストラクターの傍らプロボクサーとして活動している。女子世界王座2階級制覇を達成した天海ツナミとは生年月日が同じ。

## 来歴
小学1年の時に両親に捨てられ、弟2人とともに児童養護施設で育てられた。中学卒業と同時に施設を出て、17歳で出産。以来シングルマザーとして長男を育ててきた。しかし、弟が自殺する悲劇に見舞われ、ボクシングを始めるきっかけとなった。当時はYuKOフィットネスボクシングジム所属だった。
2014年11月1日、アクロス福岡にて行われた黒木優子 vs カティア・グティエレスのWBC女子世界ミニフライ級タイトルマッチのアンダーにて30歳でプロボクサーデビューを果たし、青木沙耶香に判定勝利。デビュー4連勝でB級昇格。
2016年3月1日、後のWBO・IBF女子世界アトム級王者岩川美花と対戦も、判定で敗れ5戦目で初黒星。
6戦目は12月18日、ペットチョムプー・モークルンテープトンブリーにKO勝利。
2017年3月12日、慶美奈代に判定で2敗目。
同年の日本女子初代アトム級王座決定トーナメントにエントリー。9月3日、慶美奈代とのダイレクトリマッチとなったが、判定で雪辱を果たすとともに王座決定戦に進む。
12月17日、九電記念体育館にて鈴木菜々江との王座決定戦に挑むが引き分け。
2018年3月8日、後楽園ホールに移して鈴木菜々江とダイレクトリマッチも判定で敗れ日本王座ならず。
8月20日、松田恵里のデビュー戦の相手となったが、0-3判定負け。
2019年6月9日、広島のNTTクレドホールにて成田佑美に2-1判定勝利でA級昇格。

### 東洋太平洋王座獲得
11月17日、岩国市総合体育館武道場で廣本江瑠香の持つOPBF東洋太平洋女子ミニマム級王座に挑み、2-1の判定で勝利し初タイトル獲得。YuKOフィットネスジムからは黒木優子に次いで2人目のタイトル獲得となった。
2020年12月3日、千本瑞規を迎えて東洋太平洋王座防衛戦を予定していたが延期。しかし、年末にIBF女子世界ミニマム級王者ヨカスタ・バジェから対戦オファーが舞い込んだ

### 世界挑戦
2021年1月30日（日本時間31日）、コスタリカ・サンホセのアレナ・オクシヘノにてバジェが持つIBF王座に挑んだが、0-3（90-100×2、92-98）の大差判定で敗れ世界王座獲得はならなかった。
2021年3月付で東洋太平洋王座返上。
8月11日、エディオンアリーナ大阪第二競技場にてWBO女子世界ミニマム級王者多田悦子と48kg契約ノンタイトル8回戦を予定していたが、WBOより多田に対してグエン・ティ・トゥ・ニとの防衛戦を優先するよう指示されたため、急遽6ラウンドのスパーリングに変更された。
2022年3月25日、コスタリカでヨカスタ・バジェと再戦、しかし、0-3（90-100×3）判定で敗れまたしても王座奪取ならず。

### 再起へ
2022年7月24日、堺市産業振興センターにてミニマム級1位のロリト麻理菜と6回戦。しかし、0-2判定で敗れ3連敗。
2022年11月27日、大阪・176BOXにて元OPBF東洋太平洋・WBOアジア太平洋女子ライトフライ級王者緒方汐音と対戦。しかし、0-2判定で敗れ4連敗。
2023年4月9日、5年半ぶりとなる地元福岡での試合として照葉アイランドシティフォーラムにて4戦無敗のワチャラポーン・ナムポーンと8回戦。3回1分46秒TKOで4年6か月ぶりの勝利を飾った。直後に所属が名義変更により北島ボクシングジムに変わった。

### 移籍・WBCシルバー王座獲得
2023年8月28日、田川市にある同月に開設された白銀ジムへの移籍を発表。
2023年9月28日、タイ・バンコクにてWBC女子アトム級シルバー王座決定戦として過去に小関桃が持つ世界王座に挑戦した経験を持つデニス・キャッスルと対戦。初回から優勢に進め、5回終了時に相手が棄権を申し入れ勝利し、シルバー王座獲得。
2024年3月3日、地元福岡の福智町金田体育館にて白銀ジム主催の能登半島地震チャリティイベントとして無敗のジュダーティップ・シティチェンと対戦し、4回55秒TKO勝利。
2024年6月16日、京都・KBSホールにて川口玲可との8回戦を行い、6回1分38秒TKO勝利。

### 疑惑のゴングでシルバー王座陥落
2024年9月7日、メキシコ・ベラスケスにてエスネイディ・ロドリゲスとWBCシルバー王座の初防衛戦に臨むも、5回に相手をダウン寸前に追い込んだところで約30秒早くゴングを鳴らされてしまう地元判定もあり、10回0-3の判定負けで王座から陥落した。
2024年12月12日、ドイツにてロドリゲスと再戦。前戦で地元判定を問題視された一戦は中立国でのダイレクトリマッチで決着をつけることになったが、1-2判定で返り討ちにされ王座返り咲きとはならなかった。

### 母子プロボクサーに
2025年4月6日、宗像ユリックスにて長男が蒼井玲のリングネームでプロデビューし、母子プロボクサーとなった。
2025年6月1日、香春町体育センターにてピーヤラック・セーンポーグラーンと再起戦を行い、3-0判定勝利。アンダーカードには蒼井玲の2戦目も組まれ、国内ボクシング史上初となる母子同一興行出場となる予定だったが、蒼井は負傷したためお預けになった。

## 戦績
- 24戦 13勝 6KO 10敗 1分

| 戦           | 日付           | 勝敗 | 時間    | 内容    | 対戦相手                                     | 国籍       | 備考                                  |
| ------------ | -------------- | ---- | ------- | ------- | -------------------------------------------- | ---------- | ------------------------------------- |
| 1            | 2014年11月1日  | ☆    | 4R      | 判定3-0 | 青木沙耶香(EBISU K's BOX)                    | 日本       | プロデビュー戦                        |
| 2            | 2015年4月5日   | ☆    | 1R      | KO      | 岩永有紗(筑豊)                               | 日本       |                                       |
| 3            | 2015年8月16日  | ☆    | 4R      | 判定3-0 | 大江昭子(ランド)                             | 日本       |                                       |
| 4            | 2015年12月20日 | ☆    | 4R      | 判定2-1 | 慶美奈代(真正)                               | 日本       |                                       |
| 5            | 2016年3月1日   | ★    | 6R      | 判定0-3 | 岩川美花(姫路木下)                           | 日本       |                                       |
| 6            | 2016年12月18日 | ☆    | 2R      | TKO     | ペットチョムプー・モークルンテープトンプリー | タイ       |                                       |
| 7            | 2017年3月12日  | ★    | 6R      | 判定0-3 | 慶美奈代(真正)                               | 日本       |                                       |
| 8            | 2017年9月3日   | ☆    | 6R      | 判定2-1 | 慶美奈代(真正)                               | 日本       |                                       |
| 9            | 2017年12月17日 | △    | 6R      | 判定1-1 | 鈴木菜々江(シュウ)                           | 日本       | 女子日本アトム級王座決定戦            |
| 10           | 2018年3月8日   | ★    | 6R      | 判定0-2 | 鈴木菜々江(シュウ)                           | 日本       | 女子日本アトム級王座決定戦            |
| 11           | 2018年8月20日  | ★    | 6R      | 判定0-3 | 松田恵里(TEAM10COUNT)                        | 日本       |                                       |
| 12           | 2019年6月9日   | ☆    | 6R      | 判定2-1 | 成田佑美(姫路木下)                           | 日本       |                                       |
| 13           | 2019年11月17日 | ☆    | 8R      | 判定2-1 | 廣本江瑠香(広島三栄)                         | 日本       | OPBF女子東洋太平洋ミニマム級王座獲得  |
| 14           | 2021年1月30日  | ★    | 10R     | 判定0-3 | ヨカスタ・バジェ                             | コスタリカ | IBF女子世界ミニマム級タイトルマッチ   |
| 15           | 2022年3月25日  | ★    | 10R     | 判定0-3 | ヨカスタ・バジェ                             | コスタリカ | IBF女子世界ミニマム級タイトルマッチ   |
| 16           | 2022年7月24日  | ★    | 6R      | 判定0-2 | ロリト麻理菜(エスペランサ)                   | 日本       |                                       |
| 17           | 2022年11月27日 | ★    | 6R      | 判定0-2 | 緒方汐音(KWORLD3)                            | 日本       |                                       |
| 18           | 2023年4月9日   | ☆    | 3R 1:49 | TKO     | ワチャラポーン・ナムポーン                   | タイ       |                                       |
| 19           | 2023年9月28日  | ☆    | 5R 終了 | TKO     | デニス・キャッスル                           | イギリス   | WBC女子アトム級シルバー王座決定戦     |
| 20           | 2024年3月3日   | ☆    | 4R 0:55 | TKO     | ジュダーティップ・シティチェン               | タイ       |                                       |
| 21           | 2024年6月16日  | ☆    | 6R 1:38 | TKO     | 川口玲可(フュチュール)                       | 日本       |                                       |
| 22           | 2024年9月7日   | ★    | 10R     | 判定0-3 | エスネイディ・ロドリゲス                     | メキシコ   | WBCシルバー陥落                       |
| 23           | 2024年12月12日 | ★    | 10R     | 判定1-2 | エスネイディ・ロドリゲス                     | メキシコ   | WBC女子アトム級シルバータイトルマッチ |
| 24           | 2025年6月1日   | ☆    | 6R      | 判定3-0 | ピーヤラック・セーンポーグラーン             | タイ       |                                       |
| テンプレート |                |      |         |         |                                              |            |                                       |

## 獲得タイトル
- 第7代OPBF東洋太平洋女子ミニマム級王座（防衛0=返上）
- WBC女子アトム級シルバー王座（防衛0）

## 映画
- 雲旅（2022年7月公開）監督：下本地崇[23]
- 空白ライブ（2024年5月公開）監督：下本地崇